# Асылгужин, Гайсар Бахтигареевич
Гайсар Бахтыгареевич Асылхужин (1 января 1944, с. Нукатово, Белорецкий район, БАССР, РСФСР, СССР — 28 апреля 2022, Белорецк, Республика Башкортостан, Российская Федерация) — бригадир волочильного цеха Белорецкого металлургического комбината. Полный кавалер ордена Трудовой Славы.

## Биография
Гайсар Бахтыгареевич Асылхужин родился 1 января 1944 г. в с. Нукатово Белорецкого района БАССР.
Образование — среднее специальное, в 1981 г. окончил Белорецкий металлургический техникум.
Трудиться начал в 1963 г. волочильщиком на Белорецком металлургическом комбинате, где с 1971 г. стал работать бригадиром волочильного цеха. В 1972 г. вступил в КПСС.
Бригада под руководством Г. Б. Асылхужина в годы девятой (1971—1975) и десятой (1976—1980) пятилеток добивалась выполнения ежедневной нормы выработки на 140 процентов, а в одиннадцатой пятилетке (1981—1985) средняя норма выработки была доведена до 157 процентов и сверх плана было выдано 100 тонн продукции. Четыре волочильщика бригады работали с личным клеймом качества.
В 1990 г. назначен мастером, в том же году избран делегатом на XXVIII съезд КПСС, в 1999 г. — старшим мастером волочильного цеха Белорецкого металлургического комбината. В 2004 г. вышел на пенсию. Проживал в г. Белорецке.
Скончался 28 апреля 2022 года.

## Награды
За досрочное выполнение планов и социалистических обязательств, высокие показатели в труде Г. Б. Асылгужин награждён орденами Трудовой Славы I (1986), II (1981), III (1975) степени, медалями.